# Dissochaetus monilis
Dissochaetus monilis – gatunek chrząszcza z rodziny grzybinkowatych i podrodziny zyzkowatych.
Gatunek ten opisał naukowo w 1856 roku Murray jako Catops monilis. Zaliczany jest do grupy gatunków D. ovalis.
Chrząszcz o ciele długości od 3 do 3,5 mm. Czułki o drugim członie tak długim jak trzeci, siódmym członie niesymetrycznym i ósmym silnie zredukowanym. Głowa punktowana. Przednie odnóża samca o stopie węższej niż największa szerokość przedniej części goleni. Narządy rozrodcze samca o środkowym płacie edeagusa tak długim  jak paramery i krótszym niż lamina basalis. Wierzchołkowa część płata środkowego w widoku bocznym prosta, nieco rozszerzona i zaokrąglona. W woreczku wewnętrznym obecne elementy zesklerotyczowane.
Owad neotropikalny, podawany z Wenezueli, Ekwadoru, Peru i Kostaryki.